# Wysoka (Wrocław)
Pour les articles homonymes, voir Wysoka (homonymie).
Wysoka est une localité polonaise de la gmina de Kobierzyce, située dans le powiat de Wrocław en voïvodie de Basse-Silésie.